# Mesosetum
Mesosetum là một chi thực vật có hoa trong họ Hòa thảo (Poaceae).

## Loài
Chi Mesosetum gồm các loài: